# جوهر الکترونیکی
جوهر الکترونیکی (E Ink یا Electronic Ink) نوعی نمایش کاغذ الکترونیکی (E Paper یا Electronic Paper) است که زاویه دید آن گسترده است و نیاز کمی به مصرف انرژی دارد. این فناوری که توسط شرکت E Ink تجاری‌سازی شده‌ است در سال ۱۹۹۷ توسط دانشجویان MIT JD Albert و Barrett Comiskey، استاد آزمایشگاه رسانه MIT، جوزف جاکوبسون، جروم روبین و Russ Wilcox بنیان‌گذاری شد.
در حال حاضر  از لحاظ تجاری در مقیاس‌های خاکستری و رنگی وجود دارد و معمولاً در  کتابخوان‌های الکترونیک مورد استفاده قرار می‌گیرد و تا حدی نیز در صفحه نمایش‌های دیجیتالی، ساعت‌های هوشمند، تلفن‌های همراه، برچسب‌های قفسه الکترونیکی و پانل‌های معماری استفاده می‌شود.

## تاریخ

### ریشه در (MIT (Massachusetts Institute of Technology
ایدهٔ نمایشگرِ کاغذ-مانندِ کم‌مصرف که در ابتدا توسط محققان Xerox PARC مطرح شد (اما هرگز تحقق نیافته بود)، از دهه ۱۹۷۰ وجود داشته‌است. در حالی که دانشجوی دکترا در دانشگاه استنفورد، فیزیکدان جوزف جاکوبسون پیش‌بینی یک کتاب چند صفحه ای با محتوا بود که می‌تواند با فشار یک دکمه تغییر یابد و به استفاده کمی نیاز داشت.
نیل گرشنفلد در سال ۱۹۹۵ پس از شنیدن ایده‌های خود برای کتاب الکترونیکی، جاکوبسون را به آزمایشگاه رسانه ای MIT آورد. جاکوبسون، به نوبه خود، از زیرگروه‌های MIT به استخدام Barrett Comiskey، سرشناس ریاضی، و JD Albert، مدیر ارشد مهندسی مکانیک، برای ایجاد فن آوری نمایشگر مورد نیاز برای تحقق دیدگاه خود استفاده کرد.
روش اولیه ایجاد کره‌های کوچک و نیمه‌سفید و نیمه‌سیاه بوده و بسته به میزان بار الکتریکی می‌تواند به گونه‌ای بچرخد که طرف سفید یا قسمت سیاه آن روی صفحه قابل مشاهده باشد. به آلبرت و کامیسکی گفته شد که این شیوه توسط اکثر دانشمندان شیمی و باتجربه مواد غیرممکن است و آن‌ها در ایجاد این کره‌های کاملاً نیمه‌سفید، نیمه‌سیاه مشکل داشتند و در طول آزمایش‌ها خود، آلبرت به‌طورتصادفی برخی از کره‌های سفید را ایجاد کرد.
کمیسکی با شارژ کردن و محاصره کردن آن ذرات سفید رنگ در میکروکپسول‌هایی که با یک رنگ تیره مخلوط شده بودند، آزمایش کرد. نتیجه یک سیستم میکروکپسول بود که می‌تواند بر روی یک سطح اعمال شود و سپس می‌تواند به‌طورمستقل برای ایجاد تصاویر سیاه و سفید شارژ شود. اولین اختراع ثبت شده برای این نمایشگر الکتروفورز میکروپپسوله شده توسط MIT در اکتبر ۱۹۹۶ ارائه شد.

مقاله علمی روی جلد مجله هم‌کار بررسی شده Nature، غیرمعمول برای کارهایی که توسط دانشجویان کارشناسی انجام می‌شد، ارایه شده‌است. مزیت نمایشگر الکتروفورز میکروپپسوله شده و پتانسیل آن برای برآورده کردن نیازهای عملی مقاله الکترونیکی در چکیده مقاله Nature خلاصه شده‌است: 
 سالها است که محققان در رسانه نمایش برای ایجاد یک سیستم کم هزینه انعطاف‌پذیر که آنالوگ الکترونیکی کاغذ است، ایجاد شده‌است. در این زمینه، نمایشگرهای مبتنی بر ریزگردها مدت‌هاست که محققان را مورد علاقه خود قرار داده‌اند. کنتراست قابل تعویض در چنین نمایشگرهایی با انتقال الکترون ذرات بسیار پراکندگی یا جذب (در محدوده اندازه ۰٫۱–۵ میکرومتر) حاصل می‌شود، کاملاً متمایز از خواص در مقیاس مولکولی که حاکم بر رفتار نمایشگرهای کریستال مایع بیش‌تر است. نمایشگرهای مبتنی بر میکروذرات از قابلیت ذاتی برخوردار هستند، دارای آدرس بسیار کم قدرت DC هستند و کنتراست و بازتاب بالایی نشان‌داده‌اند. این ویژگی‌ها، همراه با یک ویژگی مشاهده نزدیک لامبرتیایی، باعث می‌شوند که یک «جوهر روی کاغذ» به‌نظربرسد. اما چنین نمایشگرهایی تا به امروز از عمر کوتاه و مشکل در ساخت رنج می‌برند. در این‌جا ما سنتز جوهر الکتروفورز را بر اساس ریزپوشش یک پراکندگی الکتروفورز گزارش می‌کنیم. استفاده از یک وسیله الکتروفورز میکروپپسوله شده مسایل مربوط به طول‌عمر را حل می‌کند و ساخت یک صفحه نمایش الکترونیکی قابل دستیابی را فقط با استفاده از چاپ مجاز می‌کند. این سیستم ممکن است نیازهای عملی مقاله الکترونیکی را برآورده کند. 
ثبت اختراع دوم در صفحه نمایش الکتروفورز میکروپپسوله شده توسط MIT در مارس ۱۹۹۷ ثبت شد.
پس از آن، آلبرت، کمیسکی و جیکوبسون به هم‌راه راس ویلکوکس و جروم روبین در سال ۱۹۹۷ شرکت E Ink را تأسیس کردند، دو ماه قبل از فارغ‌التحصیلی آلبرت و کمیسکی از دانشگاه MIT.
در شرکت E Ink، کمیسکی تلاش برای توسعه اولین نسل از جوهر الکترونیکی E Ink را هدایت کرد، در حالی که آلبرت روش‌های ساختاری را که برای ساختن نمایشگرهای جوهر الکترونیکی در حجم بالا استفاده شده بود، توسعه داد. ویلکوکس نقش‌های تجاری مختلفی را ایفا کرد و از سال ۲۰۰۴–۲۰۰۹ به عنوان مدیر عامل شرکت کرد.

### مالکیت
در ژوئن ۱، ۲۰۰۹، جوهر الکترونیکی شرکت توافق به توسط یکی از شرکای کسب‌وکار اصلی آن، نخست نمایش بین‌المللی شرکت با مسوولیت محدود، برای خریداری شود اعلام کرد آمریکا ۲۱۵ میلیون $. با این حال، از ژوئن تا دسامبر ۲۰۰۹، قیمت خرید دوباره مذاکره شد و E Ink سرانجام در ۲۴ دسامبر ۲۰۰۹ با مبلغ ۴۵۰ میلیون دلار به‌طوررسمی خریداری شد. خرید توسط این شرکت تایوانی تولید نمایشگر کاغذ الکترونیکی E Ink را در مقیاس بزرگ‌تر از گذشته قرار داده‌است، زیرا Prime View همچنین صاحب BOE Hydis Technology Co. Ltd است و رابطه شریک استراتژیک با Chi Mei Optoelectronic Corp. را حفظ می‌کند. هم‌اکنون شرکت Chimei InnoLux، بخشی از گروه Hon Hai- Foxconn است. Foxconn تنها شریک ODM برای شرکت Prime View's Netronix Inc. ، تهیه‌کننده دستگاه خوانندگان پانل E Ink برای اشتراک مجدد است - محصولات نهایی کاربر ممکن است با هر یک از چندین مارک، به‌عنوان مثال Bookeen , COOL-ER , PocketBook و غیره ظاهر شود.
در دسامبر ۲۰۱۲، E Ink SiPix را بدست آورد، یک شرکت نمایشگر رقیب الکتروفورز.

## برنامه‌های کاربردی

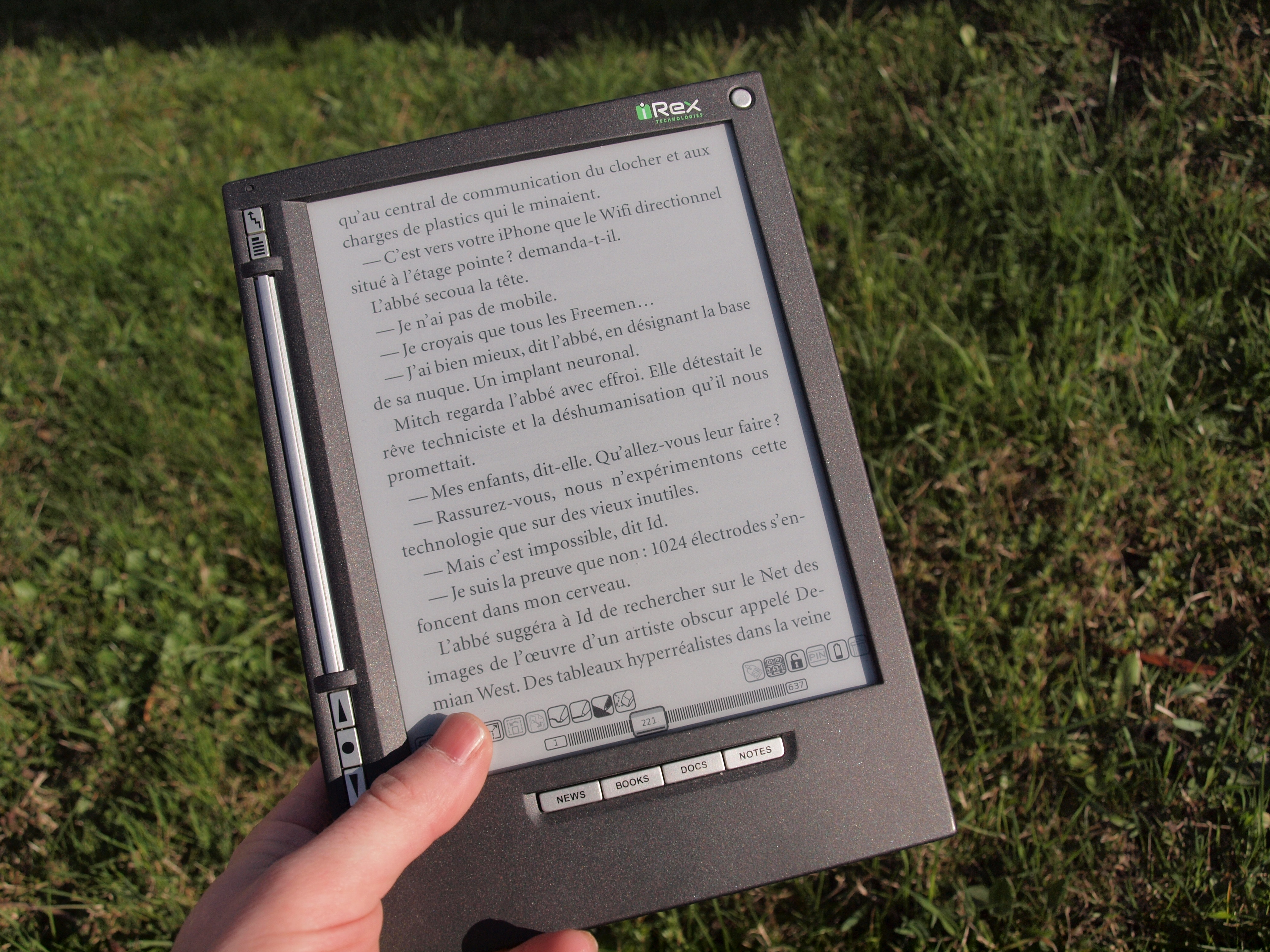
iLiad خواننده کتاب‌های الکترونیکی مجهز به صفحه نمایش e-paper که در نور خورشید قابل مشاهده است

E Ink برای ادغام در نمایشگرهای الکترونیکی به یک فیلم پردازش می‌شود و برنامه‌های جدیدی را در تلفن‌ها، ساعت‌ها، مجلات، پوشیدنی‌ها و خوانندگان الکترونیکی و غیره فعال کرده‌است.
موتورولا F3 اولین تلفن همراه بود که از فناوری E Ink بهره گرفت و از مصرف بسیار کم انرژی این مواد استفاده کرد. علاوه بر این، سامسونگ Alias 2 از این فناوری در صفحه‌کلید استفاده می‌کند تا امکان تغییر جهت‌گیری را فراهم کند. نسخه محدود Esquire در اکتبر ۲۰۰۸، اولین جلد مجله‌ای بود که E جوهر را ادغام کرد و متن چشمک‌زن داشت. این پوشش در شانگ‌های چین تولید شد، برای اتصال به یخچال و فریزر به ایالات متحده منتقل شد و از یک منبع باتری یک‌پارچه ۹۰ روزه استفاده شده‌است.
در ژوئیه سال ۲۰۱۵، خدمات جاده‌ای و دریایی نیو ساوت ولز علایم راهنمایی و رانندگی را با استفاده از E Ink در سیدنی، استرالیا نصب کرد. علائم راهنمایی و رانندگی الکترونیکی نصب شده نشان دهنده اولین استفاده E Ink در علائم راهنمایی و رانندگی است. حمل و نقل برای لندن‌های E Ink محاکمه شده در لندن در ایستگاه‌های اتوبوس که دارای جدول زمانی، نقشه مسیر و اطلاعات سفر در زمان واقعی برای به روزرسانی بهتر اطلاعات سفر است. فروشگاه‌های Whole Foods انتخاب کنید ۳۶۵ از برچسب‌های قفسه الکترونیکی E Ink-Engine استفاده کرده‌اند، که می‌توان آن را از راه دور تنظیم و به روز کرد و می‌تواند اطلاعات دیگری از جمله اینکه محصول بدون گلوتن است را شامل شود. E Ink Prism در ژانویه سال ۲۰۱۵ در بین‌المللی CES اعلام شد و نام اصلی فناوری جوهر جوهر قابل اعتماد E Ink در فیلمی است که می‌تواند رنگها، الگوهای و طرح‌ها را با محصولات معماری تغییر دهد.

## محصولات نمایشگر تجاری
هر نسخه / مدل E Ink با نام‌های مختلف تجاری، مطابق شکل زیر، به بازار عرضه می‌شود.

### E Ink Vizplex
E Ink Vizplex نام عطفی است که برای اشاره به اولین نسل از نمایشگرهای E Ink استفاده شده‌است. Vizplex نام داخلی فناوریهای نمایشگر E Ink بود که در ماه مه ۲۰۰۷ اعلام شد. E Ink در ابتدا از اصطلاح "Vizplex" به عنوان اصطلاح چتر استفاده می‌کرد که شامل چندین نسل فناوریهای نمایشگر E Ink بود. به عنوان مثال، E Ink Pearl و E Ink Triton از متن "E Ink Vizplex" در پایین صفحه نمایش‌های راه اندازی برای آن نمایشگرها استفاده کردند. با این حال، هرچه نسل‌های بیشتری منتشر شد، "ویزپلکس" بیشتر مورد استفاده قرار می‌گرفت تا به‌طور خاص به نسل اول خط تولید E Ink مراجعه کند، تا بتواند برای نسل اول مشخصه ای داشته باشد تا آن را از نسل‌های بعدی متمایز کند.

### مروارید جوهر

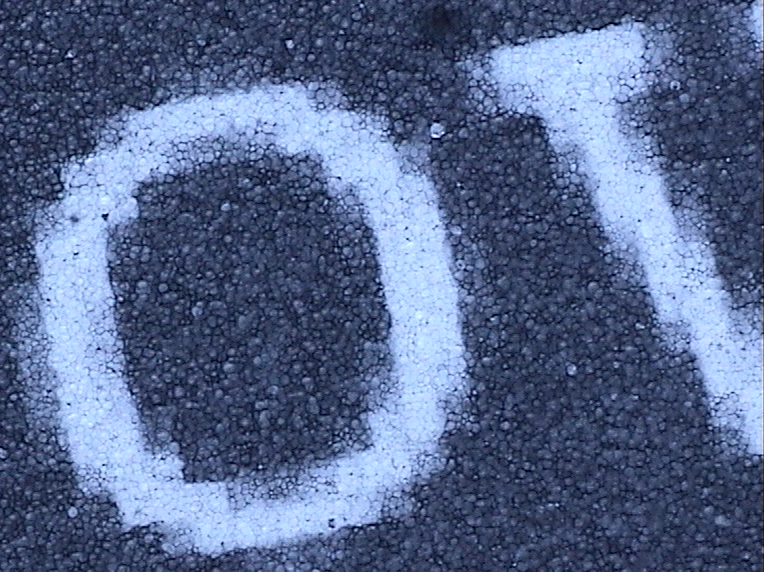
عکس ماکرو از صفحه نمایش کیندل، دقیقاً زیر سطح متمرکز شده‌است. ریز کپسول‌ها در اندازه کامل به وضوح قابل مشاهده هستند

E Ink Pearl که در ژوئیه ۲۰۱۰ اعلام شد، دومین نسل از نمایشگرهای E Ink Vizplex است، صفحه نمایش با کنتراست بالاتر که با فیلم تصویربرداری E Ink Pearl ساخته شده‌است. به روز شده Amazon Kindle DX اولین دستگاه اعلام شده برای استفاده از صفحه نمایش بود و Kindle Keyboard، Kindle 4 و Kindle Touch نیز صفحه نمایش مروارید را در خود جای داده‌اند. آمازون هنوز از این فناوری صفحه نمایش در Kindle استفاده می‌کند (همه نسل‌ها، منهای سری Paperwhite , Voyage و Oasis). سونی همچنین این فناوری را در جدیدترین نسخه از نسخه Sony Touch Reader لمسی خود قرار داده‌است. این نمایشگر همچنین در Nook Simple Touch , Kobo eReader Touch , Kobo Glo , Onyx Boox M90، X61S و Pocketbook Touch استفاده می‌شود.

### E جوهر Mobius
E Ink Mobius (همچنین با عنوان E Ink Flex شناخته می‌شود) اصلاح E مات مروارید است. این یکی از معایب اصلی دو مدل اول نمایشگرهای E Ink نیست: یک بستر ساخته شده از شیشه بسیار نازک. E Ink Vizplex و E Ink Pearl صفحه نمایش شکننده ای دارند که به راحتی می‌توان آنها را خراب کرد. بستر E Ink Mobius از پلاستیک انعطاف‌پذیر ساخته شده‌است، بنابراین می‌تواند در برابر ضربه‌های کوچک و مقداری انعطاف‌پذیری مقاومت کند. دستگاه‌های Mobius تقریباً با اندازه A4 به اندازه A4 گران‌ترین خواننده‌های الکترونیکی را تشکیل می‌دهند. اینها شامل Digital Digital Paper DPT-S1، Pocketbook CAD Reader Flex و Onyx Boox MAX است.

### جوهر تریتون
E Ink Triton، که در نوامبر ۲۰۱۰ اعلام شد، سومین نسل از نمایشگرهای E Ink Vizplex است: نمایشگر رنگی که در نور بالا قابل خواندن است. Triton قادر به نمایش ۱۶ سایه خاکستری و ۴٬۰۹۶ رنگ است. E Ink Triton در محصولات تجاری مانند Hanvon e-Reader رنگ، JetBook Color ساخته شده توسط ectaco و PocketBook Color Lux ساخته شده توسط PocketBook استفاده می‌شود.
E Ink Triton 2 آخرین نسل از نمایشگرهای رنگی E Ink Triton است. خوانندگان الکترونیکی که در سال ۲۰۱۳ ظاهر شدند. شامل Ectaco Jetbook Color 2 و Pocketbook Color Lux.

### جوهر Carta
E Ink Carta، که در ژانویه سال ۲۰۱۳ در International CES اعلام شد، چهارمین نسل از نمایشگرهای E Ink است و ۷۶۸ در وضوح ۱۰۲۴ را در نمایشگرهای ۶ اینچی با ضخامت 212 ppi پیکسل نشان می‌دهد. نام کارتا، از آن در نسل‌های Kindle Paperwhite 1st (2012) و 2nd (2013) و Pocketbook Touch Lux 3 (2015) استفاده می‌شود.

### E Ink Carta HD
E Ink Carta HD دارای وضوح تصویر ۱۰۸۰ در ۱۴۴۰ بر روی صفحه نمایش ۶ اینچی با 300 ppi است. این در بسیاری از eReaders از جمله Kindle Voyage (2014)، Tolino Vision (2014)، Kobo Aura H2O (2014)، Kindle Paperwhite 3 و نسل چهارم (۲۰۱۵ و ۲۰۱۸)، Kobo Glo HD (2015)، Nook Glowlight Plus (۲۰۱۵)، Cybook Muse Frontlight، Kindle Oasis (2016)، PocketBook Touch HD (۲۰۱۶)، PocketBook Touch HD 2 (2017)، و Kobo Clara HD (۲۰۱۸).
نمایشگرهای E Ink Carta و Carta HD از فناوری شکل موج Regal پشتیبانی می‌کنند، که نیاز به تجدید صفحه را کاهش می‌دهد.

### طیف E جوهر
طیف جوهر E یک نمایشگر سه رنگدانه است. در این نمایشگر از میکروپروپ‌ها استفاده شده‌است که هر کدام شامل سه رنگدانه است. برای برچسب‌های قفسه خرده فروشی و الکترونیکی در دسترس است. در حال حاضر با رنگدانه‌های سیاه، سفید و قرمز یا سیاه، سفید و زرد تولید می‌شود.

### ePaper پیشرفته رنگی
Advanced Color ePaper (ACeP) در SID Display Week در ماه مه ۲۰۱۶ اعلام شد. این نمایشگر حاوی چهار رنگدانه در هر میکرو کپسول یا میکروکپس است و در نتیجه نیاز به یک پوشش رنگ فیلتر را از بین می‌برد. رنگدانه‌های مورد استفاده سیان، سرخابی، زرد و سفید هستند و نمایشگر رنگی کامل و حداکثر ۳۲۰۰۰ رنگ را نشان می‌دهند. این در ابتدا در بازار علائم درون فروشگاهی قرار خواهد گرفت، نمایشگرهای ۲۰ اینچی با رزولوشن ۱۶۰۰ در ۲۵۰۰ پیکسل در 150 ppi. صفحه نمایش ACeP سرعت تازه ای ۲ ثانیه ای خواهد داشت. E Ink انتظار دارد تولید تجاری ظرف دو سال از سال ۲۰۱۶ باشد.

## مقایسه نمایشگرهای E Ink
مقایسه مجموعه ای از نمایشگرهای E Ink از ژوئن 2017.
| نام                        | ET011TT2      | ET013TT1      | ET014TT1      | ED035OC1      | ED043WC3         | ET047TC1         | ED052TC2       | ED060KC1          | ED068TG1          | ED078KC1        | ES103TC1          | ES133TT3          | ED312TT2        | ED420TT1      |
| -------------------------- | ------------- | ------------- | ------------- | ------------- | ---------------- | ---------------- | -------------- | ----------------- | ----------------- | --------------- | ----------------- | ----------------- | --------------- | ------------- |
| اندازه (اینچ)              | ۱٫۱           | ۱٫۳           | ۱٫۴۳          | ۳٫۵           | ۴٫۳              | ۴٫۷              | ۵٫۲            | ۶                 | ۶٫۸               | ۷٫۸             | ۱۰٫۳              | ۱۳٫۳              | ۳۱٫۲            | ۴۲            |
| وضوح (HxV)                 | ۲۴۰ ۲۴۰ ۲۴۰   | 256 x ۲۵۶     | ۲۹۶ در ۱۲۸    | ۶۰۰ ۳۶۰ ۳۶۰   | ۸۰۰ ۴ ۴۸۰        | 960 x ۵۴۰        | 960 x ۵۴۰      | 1448 x ۱۰۷۲       | 1440 x ۱۰۸۰       | 1872 x ۱۴۰۴     | 1872 x ۱۴۰۴       | 2200 x ۱۶۵۰       | 2560 x ۱۴۴۰     | ۲۱۸۰ ۶۰ ۲۸۸۰  |
| نسبت ابعاد                 | دور           | ۱: ۱          | ۲: ۱          | ۵: ۳          | ۵: ۳             | ۱۶: ۹            | ۱۶: ۹          | ۴: ۳              | ۴: ۳              | ۴: ۳            | ۴: ۳              | ۴: ۳              | ۱۶: ۹           | ۴: ۳          |
| منطقه فعال (میلی‌متر)       | 27.96 x ۲۷٫۹۶ | 23.30 x ۲۳٫۳۰ | 14.46 x ۳۳٫۴۵ | 45.54 x ۷۵٫۹۰ | 56.16 x ۹۳٫۶۰    | ۳۲٫۳۲ ۱۰۳ ۱۰۳٫۶۸ | 64.53 x ۱۱۴٫۲۴ | 90.60 x ۱۲۲٫۴۰    | 103.68 x ۱۳۸٫۲۴   | 118.64 x ۱۵۸٫۱۸ | 157.25 x ۲۰۹٫۶۶   | 270.60 x ۲۰۲٫۹۵   | 691.20 x ۳۸۸٫۸۰ | 642.6 x ۸۵۶٫۸ |
| ابعاد رئوس مطالب (میلی‌متر) | 34.60 x ۳۱٫۸۰ | 27.10 x ۲۸٫۴۰ | 18.30 x ۴۲٫۷۰ | 51.54 x ۸۶٫۵۰ | ۶۲٫۴۰ ۱۰۶ ۱۰۶٫۴۰ | ۶۲٫۱ در ۱۱۵٫۲    | 69.23 x ۱۲۴٫۵۹ | ۸۰٫۸۰ ۱۳ ۱۳۸٫۴۰   | 119.70 x ۱۵۸٫۵۰   | 127.60 x ۱۷۳٫۸۰ | 165.80 x ۲۲۷٫۷۰   | 287.00 x ۲۱۵٫۵۰   | 697.20 x ۴۰۲٫۸۰ | ۶۵۰٫۰ × ۸۷۲٫۵ |
| Dpi                        | ۲۱۸           | ۲۷۹           | ۲۲۵           | ۲۰۰           | ۲۱۶              | ۲۳۴              | ۲۱۳            | ۳۰۰               | ۲۶۰               | ۳۰۰             | ۲۲۶               | ۲۰۶               | ۹۴              | ۸۵            |
| جوهر فیلم                  | کارته ۱٫۲     | مروارید نازک  | مروارید       | مروارید       | مروارید          | کارته ۱٫۲        | کارته ۱٫۲      | کارته ۱٫۲         | کارته ۱٫۲         | کارته ۱٫۲       | کارته ۱٫۲         | کارته ۱٫۲         | مروارید         | مروارید       |
| تازه کردن زمان             | 800ms         | ۳٫۲ ثانیه     | 800ms         | ۴۵۰ متر       | ۴۵۰ متر          | 480ms            | 480ms          | ۴۵۰ متر           | ۴۵۰ متر           | ۴۵۰ متر         | ۴۵۰ متر           | ۴۵۰ متر           | 980ms           | -             |
| صفحه باریک                 | قابل انعطاف   | قابل انعطاف   | قابل انعطاف   | شیشه          | شیشه             | قابل انعطاف      | شیشه           | شیشه              | شیشه              | شیشه            | قابل انعطاف       | قابل انعطاف       | شیشه            | شیشه          |
| ضخامت کل                   | ۰٫۵۳ میلی‌متر  | ۰٫۴ میلی‌متر   | ۰٫۶۰۷ میلی‌متر | ۱٫۱۸ میلی‌متر  | ۰٫۹۱۲ میلی‌متر    | ۰٫۶۸۲ میلی‌متر    | ۰٫۶۸ میلی‌متر   | ۱٫۰۱ میلی‌متر      | ۱٫۸۴ میلی‌متر      | ۰٫۷۸ میلی‌متر    | ۰٫۶۵ میلی‌متر      | ۰٫۶۵ میلی‌متر      | ۰٫۸۰۵ میلی‌متر   | -             |
| وزن کل                     | ۰٫۷۲ گرم      | ۰٫۴ گرم       | ۰٫۸۷ گرم      | ۱۰ گرم        | ۱۲٫۸ گرم         | ۶٫۶ گرم          | ۱۲٫۳ گرم       | ۳۰ گرم            | ۵۴ گرم            | ۳۷ گرم          | ۳۲ گرم            | 68g               | ۴۹۴ گرم         | ۱۱۰۰ گرم      |
| سطح خاکستری                | ۴             | ۲             | ۴             | ۱۶            | ۱۶               | ۱۶               | ۱۶             | ۱۶                | ۱۶                | ۱۶              | ۱۶                | ۱۶                | ۱۶              | ۱۶            |
| چراغ جلو                   | ن             | ن             | ن             | ن             | ن                | ن                | ن              | ن                 | Y                 | ن               | ن                 | ن                 | ن               | ن             |
| درمان سطحی                 | کت سخت        | کت سخت        | کت سخت        | کت سخت        | کت سخت           | کت سخت           | کت سخت         | درمان ضد تابش نور | درمان ضد تابش نور | کت سخت          | درمان ضد تابش نور | درمان ضد تابش نور | کت سخت          | کت سخت        |

## کتابخوان الکترونیکی
کتابخوان الکترونیکی (E-book reader) با استفاده از تکنولوژی جوهر الکترونیکی (e-ink) یک دستگاه الکترونیکی گجت به نسبت جدید است که برای خواندن کتاب‌های متنوع طراحی شده است به کار دوست داران کتاب، دانشجویان، معلم‌ها و اساتید دانشگاه‌ها می‌آید. این دستگاه‌ها معمولاً از تکنولوژی صفحه‌نمایش کاغذ و جوهرالکترونیکی استفاده می‌کنند که تجربه‌ای نزدیک به خواندن کتاب‌های چاپی ارائه می‌دهد و چشم‌ها را کمتر خسته می‌کند. کتابخوان‌های الکترونیکی به کاربران امکان می‌دهند تا هزاران کتاب را در یک دستگاه کوچک و سبک حمل کنند و از مزایای مختلفی برخوردار شوند.
افرادی که اهل کتاب خواندن هستند و از برنامه‌های کتاب‌خوان مثل  مون ریدر Moon Reader و حتی برای خواندن مانگا استفاده می‌کنند، کتابخوان به آنها کمک خواهد کرد. به این خاطر که این کتاب‌خوان الکترونیکی یک فرق اساسی با گوشی‌های هوشمند یا صفحه تبلت دارد مثلا در طراحی‌ آن‌ها صفحه ال‌سی‌دی حذف شده و به جای آن از جوهر الکترونیک استفاده شده است.

### ویژگی های کتابخوان الکترونیکی
بسیاری از این دستگاه‌ها دارای نور پس‌زمینه قابل‌تنظیم هستند که امکان خواندن در شرایط نوری مختلف را فراهم می‌کند. همچنین، قابلیت یادداشت‌گذاری و علامت‌گذاری صفحات به کاربران این امکان را می‌دهد که به‌راحتی مطالب مهم را پیگیری کنند. 
بعضی از مدل‌های پیشرفته‌تر حتی دارای امکاناتی نظیر جستجوی سریع در متن، دیکشنری داخلی، و ترجمه کلمات به زبان‌های مختلف هستند که به خوانندگان کمک می‌کند تا به‌راحتی معنای کلمات ناآشنا را بفهمند. افزون بر این، برخی از کتاب‌خوان‌های الکترونیکی با اپلیکیشن‌های صوتی همگام‌سازی شده و امکان شنیدن کتاب‌های صوتی را نیز فراهم می‌کنند.

### استفاده از جوهر الکترونیکی در کتابخوان
جوهر الکترونیکی یک فناوری نمایشگر است که به طور خاص برای کتابخوان‌های الکترونیکی طراحی شده است. این فناوری از جوهر الکترونیکی استفاده می‌کند که به صورت کپسول‌هایی شامل ترکیباتی از جوهر الکترونیکی، کروماتوفور و غشاهای محافظ تشکیل شده است. ویژگی‌های اصلی و عملکرد این فناوری عبارتند از:

#### خوانایی بالا
نمایشگرهای جوهر الکترونیکی به دلیل شباهت بیشتر به کاغذ، خواندن آسان و طبیعی را فراهم می‌کنند. این نمایشگرها به خواننده اجازه می‌دهند که به راحتی متن را در زوایای مختلف مشاهده کنند بدون اینکه نیاز به چرخاندن دستگاه باشد.

#### مصرف انرژی کم
یکی از ویژگی‌های بارز جوهر الکترونیکی، مصرف انرژی کم آن است. باتری کتابخوان‌های الکترونیکی که از این نوع نمایشگر استفاده می‌کنند، معمولاً می‌تواند تا چند هفته یا حتی چند ماه بدون نیاز به شارژ مکرر به دوام بیاید.

#### خواندن در نور خورشید
نمایشگرهای جوهر الکترونیکی به خوبی با نور خورشید سازگار هستند، بنابراین کاربران می‌توانند در شرایط نوری روز به راحتی و بدون تابش نور مستقیم، مطالعه با کیفیتی را تجربه کنند.

#### حفظ تصویر بدون انرژی
یکی از ویژگی‌های منحصر به فرد جوهر الکترونیکی این است که برای حفظ تصویر بر روی صفحه نیازی به انرژی ندارد. این به معنای این است که باتری تنها هنگام تغییر محتوای نمایشگر مصرف می‌شود، که این باعث افزایش عمر باتری و بهبود بهره وری انرژی می‌شود.

#### قابلیت نمایش چندرسانه‌ای
علاوه بر کتاب‌های الکترونیکی، بسیاری از کتابخوان‌های الکترونیکی که از جوهر الکترونیکی استفاده می‌کنند، قابلیت نمایش مجلات، روزنامه‌ها، تصاویر ساده و گاهی حتی ویدیوها و فایل‌های چندرسانه‌ای را نیز دارند.
با توجه به این ویژگی‌ها، جوهر الکترونیکی به عنوان یک فناوری مناسب و محبوب در کتابخوان‌های الکترونیکی شناخته شده است که تجربه خواندن مطالب دیجیتال را برای کاربران بهبود می‌بخشد و در عین حال به محیط زیست نیز کمک می‌کند.